# Lycianthes solitaria
Lycianthes solitaria là loài thực vật có hoa trong họ Cà. Loài này được C.Y. Wu & A.M. Lu mô tả khoa học đầu tiên năm 1978.